# Gelasma bicolor
Gelasma bicolor là một loài bướm đêm trong họ Geometridae.